# Lucca Sicula
Lucca Sicula ist eine Stadt im Freien Gemeindekonsortium Agrigent in der Region Sizilien in Italien.

## Lage und Daten
Lucca Sicula liegt 62 Kilometer nordwestlich von Agrigent. Hier wohnen 1697 Einwohner (Stand 31. Dezember 2023), die hauptsächlich in der Landwirtschaft (Getreide, Mandeln, Oliven und Gewürzsumach) arbeiten.
Die Nachbargemeinden sind Bivona, Burgio, Calamonaci, Palazzo Adriano (PA) und Villafranca Sicula.

## Geschichte
Der Ort wurde 1622 von Francesco Lucchesi da Campofranco gegründet.

## Sehenswürdigkeiten
- Pfarrkirche, erbaut im 17. Jahrhundert
- Kirche SS. Rosario in der gleichnamigen Straße